# Povrch Země
Zemský povrch je označení, které se používá pro svrchní vrstvu litosféry, která je v kontaktu s ostatními sférami (atmosférou, biosférou, či hydrosférou). Používá se obecně pro popis různých jevů, které se odehrávají přímo na povrchu litosféry (jako například výlev lávy, přistání letadla, dopad asteroidu atd.)

## Interaktivní mapa
| N60-90, W150-180     | N60-90, W120-150 | N60-90, W90-120 | N60-90, W60-90 | N60-90, W30-60 | N60-90, W0-30 | N60-90, E0-30 | N60-90, E30-60 | N60-90, E60-90 | N60-90, E90-120 | N60-90, E120-150 | N60-90, E150-180 |
| N30-60, W150-180     | N30-60, W120-150 | N30-60, W90-120 | N30-60, W60-90 | N30-60, W30-60 | N30-60, W0-30 | N30-60, E0-30 | N30-60, E30-60 | N30-60, E60-90 | N30-60, E90-120 | N30-60, E120-150 | N30-60, E150-180 |
| N0-30, W150-180      | N0-30, W120-150  | N0-30, W90-120  | N0-30, W60-90  | N0-30, W30-60  | N0-60, W0-30  | N0-60, E0-30  | N0-60, E30-60  | N0-60, E60-90  | N0-60, E90-120  | N0-60, E120-150  | N0-60, E150-180  |
| S0-30, W150-180      | S0-30, W120-150  | S0-30, W90-120  | S0-30, W60-90  | S0-30, W30-60  | S0-30, W0-30  | S0-30, E0-30  | S0-30, E30-60  | S0-30, E60-90  | S0-30, E90-120  | S0-30, E120-150  | S0-30, E150-180  |
| S30-60, W150         | S30-60, W120     | S30-60, W90-120 | S30-60, W60-90 | S30-60, W30-60 | S30-60, W0-30 | S30-60, E0-30 | S30-60, E30-60 | S30-60, E60-90 | S30-60, E90-120 | S30-60, E120-150 | S30-60, E150-180 |
| S60-90, W150-180     | S60-90, W120-150 | S60-90, W90-120 | S60-90, W60-90 | S60-90, W30-60 | S60-90, W0-30 | S60-90, E0-30 | S60-90, E30-60 | S60-90, E60-90 | S60-90, E90-120 | S60-90, E120-150 | S60-90, E150-180 |
| 30 stupňů, 1800x1800 |                  |                 |                |                |               |               |                |                |                 |                  |                  |